# جيانفرانكو مارتن
جيانفرانكو مارتن (بالإيطالية: Gianfranco Martin)‏ هو متزحلق جبال الألب إيطالي، ولد في 15 فبراير 1970 في جنوة في إيطاليا.

## وصلات خارجية
- جيانفرانكو مارتن على موقع الاتحاد الدولي للتزلج (التزلج على المنحدرات الثلجية) (الإنجليزية)
- جيانفرانكو مارتن على موقع أوليمبيديا (الإنجليزية)
- جيانفرانكو مارتن على موقع اللجنة الأولمبية الإيطالية (الإيطالية)